# Til døden skiller jer ad
|  | Denne artikel er oprettet af botten PalnaBot ud fra en ekstern database. Den kan derfor have sproglige fejl eller mangler. Denne skabelon kan fjernes efter kontrol af indholdet. |

Til døden skiller jer ad er en film instrueret af Jørgen Vestergaard efter manuskript af Jørgen Vestergaard.

## Handling
En skildring af danske bryllupstraditioner, som de tager sig ud i dag, og et oplæg til debat om ægteskab kontra papirløst samliv m.v. En kirkelig og borgerlig vielse anno 1977 vises i en sammenlignende montage, der kommenteres af de implicerede par. Registreringen af bryllupsforløbene (kirke/rådhus, familiefest i forsamlingshus og hjemme, brudevalsen(e), polterabend, brudekjole, ring osv.) kombineres med udsagn og meninger om bryllup. En tradition, som de fleste på et tidspunkt i deres liv må tage stilling til.